# Shin'ichirō Azumi
Shin'ichirō Azumi (安住 紳一郎?, Azumi Shin'ichirō; Obihiro, 3 agosto 1973) è un conduttore televisivo giapponese, affiliato alla TBS.
È uno dei presentatori televisivi più apprezzati in Giappone ed è risultato per cinque anni consecutivi il conduttore più popolare secondo il sondaggio annuale istituito dalla Oricon nel 2005.

## Biografia
Studente della facoltà di lettere dell'Università Meiji, dopo aver abbandonato l'idea di diventare insegnante optò per la carriera televisiva entrando nel 1997 alla TBS in qualità di speaker radiotelevisivo.

## Televisione
- Jōhō! Mogi-tate sarada (情報!もぎたてサラダ?) (TBS: 1997)
- Hanamaru Market (はなまるマーケット?) (TBS: 1997)
- Just (ジャスト?) (TBS: 1998-2005)
- Sanma no karakuri TV (さんまのSUPERからくりTV?) (TBS: 1999-2014)
- Ouchi ni kaerō! (おウチに帰ろう!?) (TBS: 2000-2001)
- Ohayō! Good Day (おはよう!グッデイ?) (TBS: 2002)
- The Dream Press Company (ドリーム・プレス社?) (TBS: 2006-2008)
- Sanma - Tamao no otoshidama anta no yume o kanaetaro ka special (さんま・玉緒のお年玉あんたの夢をかなえたろかスペシャル?) (TBS: 2006-in corso)
- Nakai Masahiro no kin'yōbi no smile-tachi e (中居正広の金曜日のスマイルたちへ?) (TBS: 2008-in corso)
- Anata ga kikitai uta no special (あなたが聴きたい歌のスペシャル?) (TBS: 2008-in corso)
- Pittanko kan kan (ぴったんこカン・カン?) (TBS: 2009-in corso)
- Ongaku no hi (音楽の日?) (TBS: 2011-in corso)
- Seimei 38 oku-nen special - Ningen to wa nani da!? (生命38億年スペシャル 人間とは何だ!??) (TBS: 2011-in corso)
- Japan Record Award (日本レコード大賞?) (TBS: 2012-in corso)
- Jōhō 7 days Newscaster (情報7days ニュースキャスター?) (TBS: 2014-in corso)

## Filmografia
- Kisarazu Cat's Eye (木更津キャッツアイ?)  – dorama, episodio 9 (TBS: 2002)
- Good Luck!! – dorama (TBS: 2003)
- Azumi 2 (あずみ2 Death or Love?), regia di Shūsuke Kaneko (2005)
- Wagahai wa shufu de aru (吾輩は主婦である?) – dorama (TBS: 2006)
- Wataru seken wa oni bakari (渡る世間は鬼ばかり?) – dorama, serie 9, episodio 49 (TBS: 2009)
- Kanryō-tachi no natsu (官僚たちの夏?) – dorama (TBS: 2009)
- Nobō no shiro (のぼうの城?), regia di Shinji Higuchi e Isshin Inudo (2012)